# Micracosmeryx
Micracosmeryx este un gen de insecte lepidoptere din familia Sphingidae.

Cladograma conform Catalogue of Life:
| Micracosmeryx | \| \| Micracosmeryx chaochauensis \| \| \| \| \| \| Micracosmeryx macroglossoides \| \| \| \| |
|               | \| \| Micracosmeryx chaochauensis \| \| \| \| \| \| Micracosmeryx macroglossoides \| \| \| \| |
|               | Micracosmeryx chaochauensis                                                                   |
|               |                                                                                               |
|               | Micracosmeryx macroglossoides                                                                 |
|               |                                                                                               |